# Parafia Matki Bożej Wspomożenia Wiernych w Połańcu
Parafia pw. Matki Bożej Wspomożenia Wiernych w Połańcu - parafia rzymskokatolicka znajdująca się w diecezji sandomierskiej w dekanacie Połaniec. Została erygowana w 1986. Obecny kościół został wybudowany w latach 1991-1995. Mieści się przy ulicy Żapniowskiej.